# Morti nel 1966/Ottobre
| Questa pagina contiene informazioni ricavate automaticamente dalle voci biografiche con l'ausilio del template Bio e di un bot. L'aggiornamento è periodico e automatico e ricostruisce completamente la pagina. Se manca una persona in questa lista, sei pregato di non aggiungerla, ma accertati piuttosto che la sua voce biografica contenga il template Bio e che i dati anagrafici siano correttamente compilati. Se il template Bio manca, inseriscilo tu stesso o, in alternativa, metti l'avviso {{tmp\|Bio}} che ne segnala la mancanza. Se i dati riportati sono sbagliati, correggi direttamente la voce biografica; le modifiche saranno visibili in questa lista entro pochi giorni. Per chiarimenti vedi il progetto biografie. La lista contiene solo le 63 persone che sono citate nell'enciclopedia e per le quali è stato implementato correttamente il template Bio. Pagina aggiornata al 3 mar 2024. |

- 1º ottobre - Michael Coppola, mafioso statunitense (n. 1900)
- 2 ottobre - Anna Lesznai, poetessa, pittrice e illustratrice ungherese (n. 1885)
- 2 ottobre - Augustin Mansion, presbitero, filosofo e teologo belga (n. 1882)
- 2 ottobre - Jean Marchat, attore e direttore teatrale francese (n. 1902)
- 3 ottobre - Andrea Capitanio, allenatore di calcio e calciatore italiano (n. 1907)
- 3 ottobre - Giovanni Cerlesi, politico e partigiano italiano (n. 1921)
- 3 ottobre - Plinio Petrozzi, calciatore italiano (n. 1927)
- 3 ottobre - Rolf Sievert, fisico svedese (n. 1896)
- 3 ottobre - Giorgio Simonelli, regista e sceneggiatore italiano (n. 1901)
- 4 ottobre - Attilio Mordini, scrittore e teologo italiano (n. 1923)
- 4 ottobre - Heitor dos Prazeres, compositore, cantante e pittore brasiliano (n. 1898)
- 5 ottobre - Vittorio Corona, pittore italiano (n. 1901)
- 5 ottobre - Arturo Maroni, matematico italiano (n. 1873)
- 7 ottobre - Silvio Arrighini, calciatore italiano (n. 1924)
- 7 ottobre - Mauritz Johansson, tiratore a segno svedese (n. 1881)
- 8 ottobre - Célestin Freinet, pedagogista e educatore francese (n. 1896)
- 8 ottobre - Attilio Grattarola, generale italiano (n. 1882)
- 9 ottobre - Maria Carena, cantante lirica italiana (n. 1891)
- 9 ottobre - Pietro Pinna Parpaglia, generale e politico italiano (n. 1891)
- 10 ottobre - Kurt Bolender, militare tedesco (n. 1912)
- 10 ottobre - Charlotte Cooper, tennista inglese (n. 1870)
- 10 ottobre - Vladimir Dëmin, calciatore e allenatore di calcio sovietico (n. 1921)
- 10 ottobre - Mary Ethel Hayter Florey, medico australiana (n. 1900)
- 10 ottobre - Otto Pankok, pittore e scultore tedesco (n. 1893)
- 11 ottobre - Wunibald Kamm, ingegnere e designer tedesco (n. 1893)
- 11 ottobre - Roger Sherman Loomis, medievista statunitense (n. 1887)
- 11 ottobre - Massimo Pianforini, attore e conduttore radiofonico italiano (n. 1890)
- 12 ottobre - Stève Passeur, drammaturgo, sceneggiatore e giornalista francese (n. 1899)
- 13 ottobre - Eando Binder, scrittore statunitense (n. 1904)
- 13 ottobre - Arturo Maineri de Meichsenau, politico e matematico italiano (n. 1904)
- 13 ottobre - Clifton Webb, attore statunitense (n. 1889)
- 14 ottobre - Ariodante Dalla, cantante italiano (n. 1919)
- 14 ottobre - Douglas McWhirter, calciatore inglese (n. 1886)
- 14 ottobre - Federico de Onís, scrittore e critico letterario spagnolo (n. 1885)
- 16 ottobre - Arturo Dazzi, scultore e pittore italiano (n. 1881)
- 16 ottobre - Adam Falkenstein, assiriologo tedesco (n. 1906)
- 16 ottobre - Sándor Szabó, wrestler ungherese (n. 1906)
- 17 ottobre - Quirico Baccelli, politico italiano (n. 1914)
- 17 ottobre - Sidney Hatch, maratoneta e mezzofondista statunitense (n. 1883)
- 17 ottobre - Cléo de Mérode, ballerina francese (n. 1875)
- 17 ottobre - Wieland Wagner, regista teatrale e scenografo tedesco (n. 1917)
- 18 ottobre - Antonio Acqua, attore italiano (n. 1893)
- 18 ottobre - Rafael Sánchez Mazas, scrittore e politico spagnolo (n. 1894)
- 19 ottobre - Elizabeth Arden, imprenditrice canadese (n. 1878)
- 20 ottobre - Harry Flood Byrd, politico statunitense (n. 1887)
- 21 ottobre - Otto von Knobelsdorff, generale tedesco (n. 1886)
- 22 ottobre - Hewlett Johnson, religioso britannico (n. 1874)
- 23 ottobre - Eugenio Bava, scenografo, scultore e direttore della fotografia italiano (n. 1886)
- 23 ottobre - Claire McDowell, attrice statunitense (n. 1877)
- 23 ottobre - Guido Natoli, politico italiano (n. 1893)
- 24 ottobre - Hans Dreier, scenografo tedesco (n. 1885)
- 24 ottobre - Sam Hardy, calciatore inglese (n. 1883)
- 24 ottobre - Sofija Janovskaja, matematica e storica russa (n. 1896)
- 25 ottobre - José María Echevarría, calciatore spagnolo (n. 1920)
- 25 ottobre - Luciano Laurenzi, archeologo e storico dell'arte italiano (n. 1902)
- 26 ottobre - Alma Cogan, cantante britannica (n. 1932)
- 26 ottobre - Dolf Scheeffer, calciatore olandese (n. 1907)
- 27 ottobre - Fausto Pecorari, politico italiano (n. 1902)
- 28 ottobre - Nikolaj Il'ič Beljaev, politico sovietico (n. 1903)
- 29 ottobre - Robert Charpentier, ciclista su strada francese (n. 1916)
- 31 ottobre - Gaetano Ciocca, ingegnere, inventore e saggista italiano (n. 1882)
- 31 ottobre - Elsie Leslie, attrice teatrale statunitense (n. 1881)
- 31 ottobre - Šime Poduje, calciatore jugoslavo (n. 1905)